# ABC Signature
ABC Signature — це американська студія телевізійного виробництва, головний виробничий підрозділ телемережі ABC. Вона є підрозділом Disney Television Studios, телевиробничої компанії, що управляється Disney General Entertainment Content, яка є бізнес-сегментом телевиробництва Disney Entertainment і належить The Walt Disney Company. Компанія спеціалізується на виробництві серіалів для програмування телевізійної мережі American Broadcasting Companies, Inc., які згодом синдикуються на телевізійних станціях або перепродаються для трансляції закордоном через Disney–ABC Home Entertainment and Television Distribution.
Заснована в 1950 році як телевізійний підрозділ компанії під назвою Walt Disney Productions, була перейменована на Walt Disney Network Television у 1983 році і об'єднана з Touchstone Television, окремою студією, яка була заснована в 1985 році та відома як перше втілення телевиробництва кінокомпанії Touchstone. Була перейменована в ABC Studios у 2007 році, у спробі відмовитися від вторинних брендів. 10 серпня 2020 року вона була перейменована на свою поточну назву після об'єднання з ABC Signature Studios, іншою окремою студією, що належала Disney.
Її ім'я використовується Walt Disney Studios Home Entertainment для розповсюдження телепрограм на домашньому відео з 2008 року.

## Передуючи створенню

### Walt Disney Productions (телевізійний підрозділ)
У 1930-х роках Уолт Дісней не цікавився телебаченням, але це змінилося до 1950 року, коли він зняв годинну спеціальну програму для NBC, а через рік вже спеціальну програма для CBS. Обидві програми отримали відмінні оцінки, і Дісней врешті-решт почав повноцінне серійне виробництво, коли Діснейленд дебютував на ABC у 1954 році.
Після успіху «Діснейленду» в 1957 році Disney випустив на ABC у прайм-тайм серіал-вестерн «Зорро», який протримався у рейтингах недовго і був скасований у 1959 році.
У 1961 році Disney розірвав свою угоду з ABC і переніс свою щотижневу програму на NBC, де вона виходила майже 20 років до 1981 року. Протягом багатьох років єдиним телевізійним шоу Діснея в прайм-тайм був однойменний серіал-антологія.
Після того, як у 1981 році NBC закрила програму, компанія уклала угоду з CBS про передачу антологічної програми в їх етер. У 1982 році, вперше після скасування «Зорро» в 1959 році, компанія Disney презентувала «Хербі, фольксваген-жук», перше шоу в прайм-тайм, яке було скасоване після першого сезону. За ним послідували ще три програми в рамках угоди з CBS, «Затятий мачо», «Смол і Фрай» та «Зорро і син». Це були ситкоми, скасовані через один сезон.

## Історія

### Walt Disney Television/Touchstone Television
Після скасування трьох серіалів у прайм-тайм на CBS у 1983 році Disney знову повернувся до прайм-тайму. Банер Touchstone Films використовувався на телебаченні тодішнім новим генеральним директором Disney Майклом Айснером у телевізійному сезоні 1984—1985 років із короткочасним вестерном «Дикий край». У 1985 році Disney підписала угоду з ситком-продюсерами Witt-Thomas-Harris Productions. У наступному сезоні телепродакшн-підрозділ Disney створив хіт «Золоті дівчата» під маркуванням Touchstone Films. Назва Touchstone використовувалася для більш зрілих серіалів, тоді як назва Disney вживалася для сімейних серіалів.
До телевізійного сезону 1986—1987 років у Disney випустили два шоу для осіннього сезону, «Парний удар», випущені під логотипом Walt Disney Television; і «Шоу Елен Берстін», створені під лейблом Touchstone Television. Обидва були скасовані після осіннього сезону 1986 року, за якими послідували ще два шоу, створені Touchstone, шоу ABC «Гаррі» та шоу Fox «Без гроша в Беверлі Гіллз». У 1987 році Ренді Райс був призначений президентом обох телевізійних підрозділів. Восени 1987 року Disney продала свою третю телевізійну драму «Престарілий новобранець» CBS. Наприкінці 1988 року, після того, як Witt/Thomas/Harris вийшли з виробничого підрозділу TeleVentures (вони були співзасновниками разом із Tri-Star Pictures і Stephen J. Cannell Productions), Disney почав маркетинг, продаж і розповсюдження ексклюзивних програм виробництва Witt/Thomas. Він був оновлений через два роки в 1990 році; дует пішов, щоб підписати контракт з конкуруючим Warner Bros. Television у 1992 році.
18 квітня 1989 Walt Disney Television і Touchstone Television були об'єднані під керівництвом Гарта Ансьєра, тодішнього президента мережевого телебачення Walt Disney Studios. Наступного тижня Disney уклав угоди щодо розробки з вискочкою Wind Dancer Productions (на чолі з випускником «Розанни» Меттом Вільямсом) і KTMB Productions (за підтримки сценаристів «Золотих дівчат» Кеті Спір, Террі Гроссмана, Баррі Фанаро та Морта Натана). Першими проектами були «Керол і компанія» Wind Dancer і «Хлопці Фанеллі» KTMB, обидва транслювалися на NBC. Того ж року Disney підписав довгостроковий контракт з продюсером Майклом Джейкобсом і його продюсерською компанією Michael Jacobs Productions. Серед перших проектів у рамках співпраці був «Співак і сини» для NBC у 1990 році. Компанія також мала контракт із продюсером Террі Луїзою Фішер після того, як вона залишила «Лос-Анджелес Ло» через суперечки зі співавтором Стівеном Бочко та студією 20th Century Fox Television. Пізніше того ж року Disney підписав угоду з Нілом Марленсом і Керол Блек, творцями «Чудових років» на створення трьох серій для ABC.
Через труднощі з продажем на синдикованому ринку поза мережею керівники телебачення Disney вирішили наприкінці вересня 1990 року, що «Халл Хай», який тоді був на NBC, або потенційна заміна NBC у середині сезону в Disney Action-Adventure Hour, буде його драмою останньої години. Пілот «Хай» обійшовся компанії в 4,5 мільйона доларів. Компанія також створила ще одну драму у співпраці зі Стівеном Дж. Каннеллом, «100 життів Блек Джека Севіджа», яка була створена під лейблом Walt Disney TV. У 1991 році Disney співпрацював з Майклом Джейкобсом і Jim Henson Productions у прайм-тайм ситкомі з ляльками «Магазин істот Джима Хенсона» та «Динозаври», який дебютував на ABC. У 1992 році лейбл Touchstone TV перейшов до випуску більш довгих форматів для телебачення, зосередившись на більш орієнтованих на дорослих тарифах зі своїм першим телефільмом для CBS про Една Б'юкенен, кримінальну репортерку Miami Herald, яка отримала Пулітцерівську премію. Згодом компанія підписала угоду з ABC на створення 5 телевізійних фільмів для телевізійних сезонів 1993—1994 та 1994—1995 років.
У 1992 році KTMB Productions пішли з Disney і перейшли до Paramount. Зрештою команда розділилася на дві окремі виробничі компанії, одну очолювали Шпеєр і Гроссман, іншу очолювали Фанаро і Натан. Того ж року компанія Wind Dancer Productions уклала ексклюзивну угоду з телевізійною мережею ABC, де Disney стала дистриб'ютором серіалу. Того ж року Майкл Джейкобс продовжив угоду зі студією. У 1993 році Disney уклали угоду з коміком Синдбадом і його компанією David & Golitah Productions щодо угоди про кіно та телебачення.
24 серпня 1994 року, після відставки Джеффрі Катценберга, Річард Френк став головою Walt Disney Television and Telecommunications, нової групи, яка згрупувала Touchstone Television та інші телевізійні підрозділи студії Disney. У 1995 році вони повернулися до виробництва драм з «Чоловіком нізвідки». Того ж року Wind Dancer підписали нову угоду з Disney після закінчення терміну контракту з ABC.
У квітні 1996 року, у зв'язку з триваючим злиттям Disney-CC/ABC та відставкою його президента, підрозділи Walt Disney Television and Telecommunications були передані іншим групам, а Walt Disney Television і Touchstone Television передані до Walt Disney Studios. У 1997 році Disney уклав угоду з Imagine Entertainment про запуск телевізійного підприємства. 1 листопада 1997 року Девід Нойман обійняв посаду президента Touchstone TV, зберігши свою посаду президента Walt Disney Network Television. У березні 1998 року Touchstone TV було передано під управління Buena Vista Television Productions, новоствореній групі під керівництвом голови Ллойда Брауна разом із Walt Disney Network Television. У червні 1998 року колишній керівник ABC Грір Шепард і автор «Поліції Нью-Йорка» Майкл М. Робін заснували виробничу компанію за ексклюзивною угодою зі студією. У травні 1999 року Джей Джей Абрамс, який на той момент створив «Фелісіті», підписав угоду зі студією про кіно та телебачення. У червні 1999 року Нойман пішов у Digital Entertainment Network. У 1999 році, після того, як «Розумника» було скасовано, усі шоу Disney в прайм-тайм випускалися під лейблом Touchstone Television.

### Touchstone Television (дочірня компанія ABC)
Наприкінці 1999 Walt Disney Television Studios (також звана як Buena Vista Television Group або Buena Vista Television Productions) була передана від Disney Studios до ABC для злиття з ABC Entertainment, прайм-тайм-підрозділом ABC, утворивши ABC Entertainment Television Group. На той час лейбл Walt Disney Television було скасовано, і всі програми, вироблені Disney у прайм-тайм, використовували назву Touchstone Television. Незабаром після цього письменник Сет Курланд уклав угоду зі студією про створення шоу. Після угоди Курланда сценарист Дон Рео, який раніше знімався в «Ленні» та «Блоссом», коли Вітт-Томас продюсував для Disney, також уклав угоду зі студією. Приблизно в той же час Touchstone продала NBC свій серіал «Татусь». Програма тривала лише дев'ять епізодів, перш ніж NBC її скасувала.
У 2000 році Touchstone Television створила два відділи для комедії у вересні та відділ для драми у грудні. У 2000 році Тачстоун залишив виробництво серіалу «CSI: Місце злочину» на CBS, побоюючись провалу, і продав інтерес Disney до серіалу Alliance Atlantis. У 2001 році Стів Макферсон став президентом телевізійного підрозділу. У той час як два з їхніх пілотних проектів розглядалися для ABC у квітні 2003 року, Tollin/Robbins Productions підписали дворічну угоду про розробку з Touchstone Television, яка включала дворічний опціон, частку прибутку та зовнішні продажі.
У 2004 році творець «Шпигунки» Джей Джей Абрамс і його виробнича компанія Bad Robot уклали угоду про створення телесеріалів з Touchstone Television. Того ж року Марк Черрі уклав зі студією угоду про розробку. Наступного року студія уклала дворічну угоду з братами Руссо та угоду про створення майбутніх шоу з ветераном-письменником і продюсером Стівеном Бочко, який продюсував кілька шоу для ABC. У 2006 році Марті Ноксон уклала угоду зі студією про виробництво шоу.

### ABC Studios

Логотип ABC Studios, використовуваний з 2013 по 2020 рік

У лютому 2007 року Disney оголосили, що Touchstone Television буде перейменовано на ABC Television Studio в рамках спроб Disney відмовитися від другорядних брендів, таких як Buena Vista, на користь брендів Disney, ABC і ESPN. У підсумку зміна назви на ABC Studios відбулася восени.
4 серпня 2008 року Lionsgate завершила угоду з Walt Disney Studios Home Entertainment, дистриб'ютором та видавцем програм від ABC Studios/Touchstone Television на DVD, про придбання прав на розповсюдження кількох шоу, зокрема «Як сказав Джим», «Жнець», «Надія і віра», «8 простих правил» і «Хлопчик зустрічає світ». У той же час на нових DVD-дисках з шоу ABC і ABC Family було вилучено логотип відкриття Buena Vista Home Entertainment на початку програми та замінено логотипами ABC Studios і ABC Family відповідно.
У червні 2009 року ABC Entertainment оголосила про нову організацію, яка негайно почала діяти як ABC Entertainment Group, об'єднавши функції бек-офісу, як-от бізнес-справи, розповсюдження та планування ABC Studios і ABC Entertainment, і в тому числі зберігаючи окремі творчі підрозділи. У січні 2010 року Disney-ABC Television Group оголосила, що скорочує 5 % своєї робочої сили. У жовтні 2012 року ABC Studios створила свій підрозділ Signature для продажу контенту зовнішнім мережам.
На початку 2016 року ABC Studios International (також відома як ABC International Studios) була створена з призначенням Келі Лі керуючим директором з міжнародного контенту та талантів, а також її переїздом до Лондона. Підрозділ, про який було оголошено на MIPCOM у жовтні 2016 року, мав дозволити більше місцевих виробництв за кордоном, використовуючи досвід колег Disney Media Network у розповсюдженні та виробництві для локального та міжнародного спільного виробництва, переосмислення інтелектуальної власності, а також придбання та виробництва оригінального формату. Це повинно було збільшить міжнародне виробництво Disney-ABC у Латинській Америці, де компанія вже 16 років створювала локальну телепродукцію. У квітні 2017 року міжнародний підрозділ сповістив про своє перше спільне виробництво, австралійський серіал «Герроу». До лютого 2018 року Лі підписав першу угоду з Hoodlum Entertainment, співпродюсерами Harro. У серпні 2018 року, коли ABC взяла га себе міжнародне виробництво «Риф-брейк», ABC Studios приступила до спільного продюсування.
У серпні 2017 року Ryan Seacrest Productions залишив CBS після завершення угоди, щоб перейти до ABC Studios. Після розширення підрозділу кабельної/потокової трансляції ABC Studios запустила новий альтернативний підрозділ для повного спектру робіт без сценаріїв, від документальних фільмів до ігрових шоу та серій соціальних експериментів. Колишній виконавчий віце-президент із розробки та виробництва Ryan Seacrest Productions разом із Фернандо Ернандесом, колишнім керівником Universal Television Alternative Studios, були найняті студією очолити підрозділ приблизно у січні 2018 року. Про цей підрозділ було оголошено в жовтні 2018 року з невеликим планом під керівництвом виконавчого продюсера Гарета Прована та внутрішньої групи розробників під назвою The Originals Group. Підрозділ залучав існуючі виробничі компанії з угодами в ABC Studios, зокрема Ryan Seacrest Productions, Larry Wilmore's Wilmore Films і Bob Sertner Productions, на додаток до партнерства, яке розвинув Ернандес, зокрема з Mission Control Media, Parker Paige Media, INE Entertainment, і Party Pit Productions.

#### ABC Signature Studios

Колишній логотип ABC Signature Studios, використовувався з 2013 по 2020 рік

ABC Studios перейшла на продаж зовнішнім мережам. Оскільки студії розмістили колишню комедію ABC «Звабливі та вільні» на TBS, а «Підступні покоївки» на Lifetime, Signature було створено в жовтні 2012 року, щоб продовжити цю тенденцію. У 2013 році віце-президент ABC Studios Трейсі Андервуд була призначена старшим віце-президентом ABC Signature. Signature було зареєстровано 23 вересня 2013.
Signature розробив «Коханок», які були включені у літній розклад ABC та продовжени на наступний сезон. У жовтні 2013 року підрозділ розмістив свій перший зовнішній проект «Невдаха», для USA Network з пілотним замовленням, зйомки якого завершилися до грудня. Вироблялися також проекти для мереж A&E, WE TV і TBS. У співпраці з ABC Signature має можливу адаптацію історії Стівена Кінга під назвою «Гранд Централ», засновану на «Нью-Йорк Таймс за вигідними цінами» У червні 2014 року корпоративний брат Freeform отримав рейтинг P для батьківства як свою першу програму від Signature
У квітні 2015 року Signature та ABC Studios уклали дворічну угоду про першу співпрацю із Black Label Media, яку три роки тому започаткували Моллі Сміт, Трент Лакінбіл і Тед Лакінбіл як фінансово-виробничу компанія. У жовтні 2015 року компанія Wonderland Sound & Vision кінорежисера Макджі підписала дворічну угоду про виробництво з Signature, Freeform і ABC Studios. Це слідує за двома постановками Макджі на Freeform/ABC Family. У липні 2018 року Signature підписала дворічну угоду з творцем, виконавчим продюсером і зіркою SMILF Френкі Шоу. У березні 2019 року угоду було призупинено після розслідування звинувачень у неналежній поведінці проти Шоу на зйомках SMILF.
У квітні 2016 року «Плащ і Кинджал» отримав зелене світло від Freeform із прямим замовленням на серіал, як перше спільне виробництво Marvel Television із Signature. Ще одне спільне виробництво з Marvel Television було дозволено в серпні 2016 року, затвердивши «Втікачів» для потокового сервісу Hulu. У січні 2018 року Signature також розпочала розробку лайв-серіалу франшизи «Могутні качки», який згодом став оригінальним серіалом Disney+ під назвою «Могутні качки: зміна гри».
Signature співпрацювала в кооперації з Джоном Грішемом, Hulu та Maniac Productions Майкла Зайцмана, щоб створити лінійку серіалів Всесвіту Грішема. Франшиза почнеться з двох серій, «Благодійник» і «Шахрай-юрист», заснованих на книгах Ґрішема, з потенційним розростанням до додаткових серій. Hulu вибув із проєкту до 5 вересня 2019 року, і пару викупили в інших зацікавлених торгових точках.
У травні 2019 року Amazon перейняла драму для молоді «Дикарки» від Signature, першу програму від компанії. У лютому 2020 року Андервуд був підвищений на нову посаду виконавчого віце-президента з творчих питань ABC Studios, щоб наглядати за розвитком ABC Studio на додаток до управління ABC Signature.

### Під керівництвом Disney Television Studios
Після завершення придбання 21st Century Fox 20 березня 2019 року ABC Studios і ABC Signature Studios увійшли до складу Disney Television Studios. У липні 2019 року Disney TV Studios оголосила про реорганізацію виконавчого керівництва. Керівники Fox TV Джонні Девіс і Джош Сассман замінили Патріка Морана і Говарда Девайна на посадах президента та виконавчого віце-президента з комерційних питань ABC Studios відповідно. Також було оголошено, що Емі Хартвік, голова комедійного відділу студії, йде. У вересні 2019 року керівник альтернативного підрозділу ABC Studios Ернандес пішов з посади, а ABC вказала, що вони залишаться в бізнесі.
ABC Studios International створила антологічний серіал «Неоспівані герої», який розроблявся, поки компанія запускала ABC Discover, щоб знайти більше британських талантів. У грудні 2019 року відбувся вихід вищого керівництва міжнародного підрозділу, включаючи керуючого директора Келі Лі. Однак жодних замін не було названо, оскільки тривала повторна оцінка підрозділу.
10 серпня 2020 року ABC Studios і ABC Signature були об'єднані в один підрозділ у рамках плану реструктуризації Disney щодо своїх телевізійних підрозділів; об'єднана компанія взяла назву останнього. Тим часом Fox 21 Television Studios було перейменовано на Touchstone Television, відновивши цю назву бренду після тринадцяти років бездіяльності (тільки щоб 1 грудня того ж року було сполучити з 20th Television), а 20th Century Fox Television було перейменовано на 20th Television (попередня назва внутрішнього синдикаційного підрозділу цієї організації, який, у свою чергу, був поглинений Disney–ABC Domestic Television).
18 серпня 2021 року письменники Джордан Реддаут і Гас Хікі підписали загальну угоду зі студією, а 29 жовтня того ж року аналогічну угоду уклав і сценарист та продюсер Ліла Бьок та Метт Лопес, творець/виконавчий продюсер «Землі обітованої» 17 листопада того ж року.